# جونسون ديفيد يبواه
جونسون ديفيد يبواه (بالإنجليزية: Johnson David Yeboah)‏ هو لاعب كرة قدم غاني في مركز الهجوم، ولد في 4 يونيو 1995 في أكرا في غانا. لعب مع نادي مانتوفا.

## وصلات خارجية
- جونسون ديفيد يبواه على موقع قاعدة بيانات كرة القدم.إي يو (الإنجليزية)
- جونسون ديفيد يبواه على موقع Soccerway.com (الإنجليزية)